# Advocatenkantoor

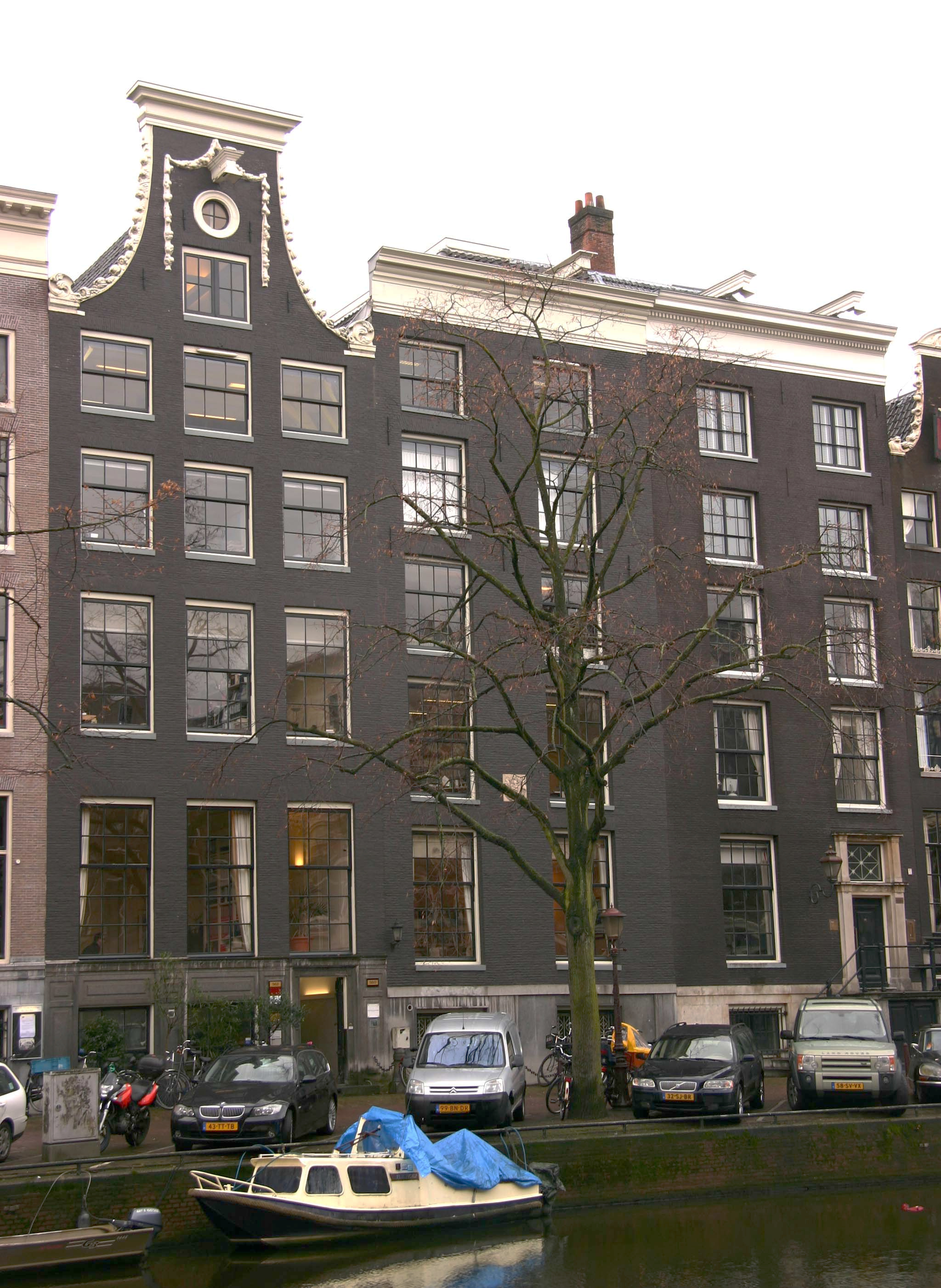
Het pand in Amsterdam waarin Prakken d'Oliveira Human Rights Lawyers is gevestigd

Een advocatenkantoor is een bureau voor juridische dienstverlening dat als hoofdwerkzaamheid juridische werkzaamheden door advocaten heeft. De meeste werknemers zijn dan ook advocaat. Men spreekt van "fee-earners", omdat zij met het bedrijven van de "core business" direct verantwoordelijk zijn voor de omzet. Hun uren worden rechtstreeks gedeclareerd bij cliënten.
Verder is er ondersteunend personeel. Dit zijn onder andere secretaressen, IT'ers en personeelsfunctionarissen. Naar analogie met de term "fee-earners" worden ze weleens als "fee-burners" aangeduid, wat een pejoratieve term is daar het suggereert dat ze een kostenpost zijn. Hun werkzaamheden kunnen namelijk niet gedeclareerd worden, hoewel de meeste kantoren wel een percentage kantoorkosten berekenen.
Advocatenkantoren lijken qua structuur vaak op een accountantskantoor of een belastingadvieskantoor, maar verschillen van deze laatste in het feit dat de advocatuur een beschermd beroep is. Dit bakent ook de grens af met een rechtsbijstandpraktijk en een incassobureau. Deurwaarderskantoren en notarissen vormen echter weer groepen apart, daar ook hun beroepen beschermd zijn. Het komt wel vaak voor dat een advocatenkantoor notarissen aan zijn organisatie heeft verbonden. Advocatenkantoren bestaande uit meer dan een advocaat waren veelal georganiseerd als maatschap, maar ook B.V.'s, N.V.'s en coöperaties komen als organisatievorm voor.
In Nederland doorlopen veel advocaten een bepaalde carrière die overigens parallel loopt aan advocaten in sommige andere landen:
- Tot ca. 3 1/3 jaar na indiensttreding is de werknemer advocaat-stagiair. Dit is een eis van de Nederlandse Orde van Advocaten: een advocaat moet eerst werken onder de hoede van een ervaren advocaat (de patroon) om ervaring op te doen. Daarnaast moet een beroepsopleiding bij de Orde gevolgd worden. In deze periode wordt gewerkt met tijdelijke contracten. Na deze 3 1/3 jaar zal de advocaat-stagiair, bij het goed volbrengen van de stage, van de Orde de stageverklaring krijgen en van zijn kantoor te horen krijgen of hij daar mag blijven werken.
- Vanaf ca. 3 1/3 jaar tot ca. 10 jaar na indiensttreding zal de advocaat als volwaardig advocaat meedraaien en de kneepjes van het vak verder onder de knie krijgen. Wanneer hij dit goed genoeg doet, kan hij
- na ca. 10 jaar partner worden en is daarmee mede-eigenaar van het kantoor.

Van belang is meestal het aantal lagere medewerkers per partners: de leverage. In Nederland is die naar verhouding hoog: rond de 5 of meer. Dit houdt automatisch in dat niet iedereen partner wordt. In sommige landen is deze verhouding lager, rond de 2. Dit betekent dat men vaak jaren bij hetzelfde kantoor werkt en bijna automatisch partner wordt.
Sommige kantoren kennen ook een functie waarbij iemand in plaats van volwaardig partner (equity partner) een salaried partner wordt. Hij zal dan als werknemer in dienst van het kantoor blijven. Hij krijgt doorgaans een vast salaris en een (persoonlijke)omzet afhankelijke bonus, of een beperkte winstdeling. Ook zal een dergelijke partner vaak minder of geen stemrecht hebben in vennotenvergaderingen. Daar staat tegenover dat er minder van hem of haar gevraagd zal worden, met name op acquisitief gebied.
Wisseling van kantoor werd vroeger binnen de advocatuur als afkeurenswaardig bezien. Het kantoor betaalde immers de opleiding en kreeg zodoende stank voor dank. Met de huidige opvattingen kijkt men hier iets genuanceerder tegenaan. Het beroep is zeker met de intrede in Nederland van Londense Citykantoren meer moneydriven geworden.
Advocatenkantoren verschillen wezenlijk van elkaar in grootte en klantenkring. Mondiaal bestaat een beperkt aantal kantoren dat de grootste internationale transacties behandelt. Dit zijn in hoofdzaak Amerikaanse kantoren plus de Londense "Magic Circle". Daarbij heeft ieder land zijn nationale grotere kantoren. Deze kantoren richten zich in hoofdzaak op de zogenaamde transactionele praktijk (fusie en overname, Initial Public Offerings) en relatief minder op de klassieke advocatuur (waarbij het voeren van gerechtelijke procedures vaak een wezenlijk bestanddeel vormt).
Daarnaast zijn er ook kantoren die zaken van het grotere mkb behandelen. Zij hebben vaak minder werknemers. Andere kantoren richten zich meer op particulieren en het kleinere mkb. Het komt ook voor dat een kantoor zich specialiseert in een bepaald vakgebied (zoals zee- en vervoerrecht, intellectuele eigendom, economisch strafrecht of arbeidsrecht) en daarbij multinationals en mkb-bedrijven bedient. Men spreekt dan van een nichepraktijk.